# Operação Dinamite
Operação Dinamite é um filme português dos géneros ação, espionagem e suspense, realizado por Pedro Martins e escrito por Armando Cortez, Francisco Nicholson, Luís Campos e Colette Dubois. Estreou-se em Portugal a 19 de abril de 1967.

## Elenco
- Alberto Vilar
- Armando Cortez
- Carlos José Teixeira
- Eduardo Cortez
- Francisco Nicholson
- Glória de Matos
- Helen Del
- Henriqueta Maya
- Nicolau Breyner como Max
- Simone de Oliveira